# Dhanin Chearavanont
Dhanin Chearavanont (en thaï : ธนินท์ เจียรวนนท์, RTGS : Thanin Chiarawanon, aussi connu en chinois sous le nom de Chia Kok Min), né en avril 1939, est un homme d'affaires milliardaire thaïlandais vivant à Bangkok.
Il est le président de CP Group (Charoen Pokphand Group), la plus grande entreprise privée de Thaïlande, et est classé par Forbes comme l'homme le plus riche de Thaïlande en 2021-2025 (devant  Sarath Ratanavadi et Charoen Sirivadhanabhakdi).

## Jeunesse et éducation
Dhanin Chearavanont est né en 1939. Il est le quatrième et plus jeune fils de Chia Ek Chor. Il est adepte du bouddhisme.
Il grandit à Ratchaburi puis obtient son diplôme d'études secondaires en 1951 à l'école secondaire Shantou No.1, en Chine. Il fréquente ensuite jusqu'à 1956 à l'université de l'éducation de Hong Kong.

## Affaires
En 1969, âgé de 30 ans, Dhanin Chearavanont prend la tête de l'entreprise et va alors développer le commerce en Chine que l'entreprise avait du cesser avec l'arrivée des communistes au pouvoir. Il est le premier investisseur dans le pays après la réouverture de l'économie pronée par Deng Xiaoping en 1978. L'entreprise est la première à s'implanter sur la zone économique spéciale de Shenzhen.
À partir de 1990, le conglomérat CP Group est toujours spécialisé dans l'agro-alimentaire mais il se diversifie dans les télécommunications (TelecomAsia puis True Corporation) , l'assemblage de motocyclettes, la pétro-chimie et l'immobilier,,.
En 2012, la relation étroite de Danin Chearavanont avec la direction du Parti communiste chinois,permet à son entreprise CP d'être le plus grand locataire étranger de terres en Chine, s'élevant à 200 000 hectares de terres.
Dhanin est à la tête de la famille Chearavanont, qui a été classée par Forbes Asia en 2017 comme la quatrième famille la plus riche d'Asie avec une valeur nette de 36,6 milliards de dollars,. En juillet 2021, leur valeur nette de sa fortune personnelle est estimée par Forbes à 12,8 milliards de dollars américains. En avril 2022, Forbes évalue sa fortune personnelle à 13,5 milliards $. Les Chearavanont sont classés comme les plus riches de Thaïlande.
En 2020, Dhanin Chearavanont fait un don de 21,8 millions de dollars américains pour lutter contre la propagation du Covid-19 en Thaïlande.